# The Corbett-Fitzsimmons Fight
The Corbett-Fitzsimmons Fight er en amerikansk stumfilm fra 1897 af Enoch J. Rector.